# Joaquim da Mota Pais

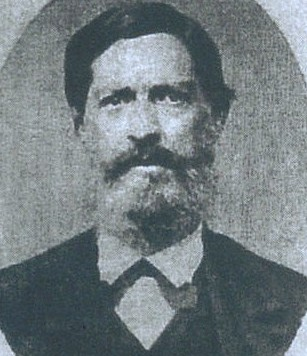
Joaquim da Mota Paes - Barão de Camanducaia

Joaquim da Mota Paes, barão de Camanducaia (Pouso Alto, 1821 — Piranguinho, março de 1889) foi um fazendeiro e político brasileiro.
Filho do major Félix da Mota Pais e Lucinda Angélica Ribeiro, era irmão de José Ribeiro da Mota Pais, o Barão da Mota Paes. Com apenas três anos mudou-se com a família para Conceição dos Ouros, onde fez seus estudos primários, os secundários foram feitos em Campanha da Princesa, atual Campanha. Casou-se pela primeira vez com sua prima Maria Ribeiro de Oliveira (nascida em Ouros em 1830) e pela segunda com Bernardina Maria Pereira dos Anjos, a Baronesa de Camanducaia. Do primeiro casamento nasceram dez filhos:
1- Félix da Mota Paes Neto, nascido em 16/01/1852.
2- Joaquim da Mota Paes Júnior  Batizado em 25/12/1855 na capela de Cachoeiras. Falecido  em Jaguary (atual Camanducaia -MG) em 24/03/1881. Sem geração.
3- Lúcia Ribeiro da Mota Paes c.c. Lúcio da Mota Paes (Coronel, seu tio, filho de Félix da Mota Paes e Lucinda Angélica Ribeiro.) em 04/07/1866 em Conceição dos Ouros, MG.
4- Maria Ribeiro de Oliveira Mota, batizada em 27/09/1857  casada com seu tio Lúcio da Mota Paes.
5- João Joaquim da Mota Paes. Batizado em 04/08/1856. Falecido  em Conceição dos Ouros-MG em 24/11/1878 aos 20 anos de thisica. Sem geração.
6- Lucinda Maria da Conceição, casada  em 25/05/1865 em Conceição dos Ouros-MG com o Capitão Floriano Eduardo da Cunha, filho de Francisco Paula da Cunha e Dona Maria Silveira. 
7- Felício Ribeiro da Mota Paes, batizado  em Conceição dos Ouros-MG em 11 maio de 1862, com 29 dias. Falecido em Conceição dos Ouros, de thysica em 04/11/1882.
8- Firmo da Mota Paes  (Tenente Coronel), nascido em 29/02/1864 em Conceição dos Ouros-MG. Batizado em 23/03/1864. Casou-se pela primeira vez em 09/12/1893 com Maria Madalena da Cunha, filha de Joaquim Flauzino da Cunha (filho bastardo do Barão de Camanducaia) e Lucinda Mendes da Cunha, falecida em 1898. Maria Madalena  morreu 7 anos depois em 1900, não tendo deixado filhos. Viúvo, Firmo casou-se em 18/04/1903  com sua sobrinha Maria Luzia da Mota Paes (D. Cota), filha de Félix da Mota Paes e Elisa Etelvina Mota, nascida 13/12/1883 e falecida em 09/10/1975, ambos em Conceição dos Ouros-MG. Faleceu em 08/08/1928 em Conceição dos Ouros, onde encontra-se enterrado.Foi político e presidente da Câmara de vereadores de Paraisópolis.
9- Tenente José Joaquim da Mota Paes, batizado em Ouros em 14/02/1859 (1857). Habilitação para casamento com Aurélia Marques Ribeiro, filha de José Joaquim Ribeiro Guilhermina Aurélia Marques em Pouso Alegre em 1879. Faleceu em Conceição dos Ouros em 22/06/1881. Sem geração.
10- Tenente Horácio da Mota Paes, falecido  de tuberculose  (tísica) solteiro em Campanha-MG em 11/05/1882, aos 22 anos.

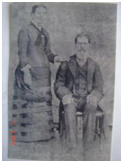
Baronesa e Barão de Camanducaia, cerca de 1885

Era proprietário de muitas terras,entre elas a Fazenda Chapada em Conceição dos Ouros, com 3000 alqueires. 

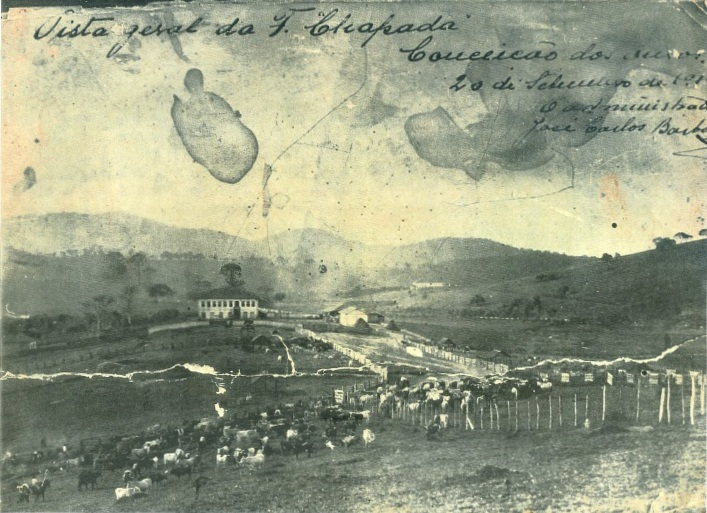
Vista parcial da Fazenda Chapada, Conceição dos Ouros -MG, entre 1910 e 1919

Foi chefe do Partido Liberal.   Era amigo próximo do Imperador Dom Pedro II, decorreu disso a presidência do Partido Liberal durante muitos anos. Foi agraciado barão em 15 de junho de 1881
Faleceu em 5 de março de 1889 quando voltava para sua fazenda em Conceição dos Ouros, atingido por um raio. A notícia de sua morte foi noticiada na Tribuna Liberal de 12-03-1889 (edição 99, p.3) como segue:
"Novo e profundíssimo golpe acaba de ferir o partido liberal do 11º districto da província de Minas. Hontem ainda era Sylvestre Ferraz, o moço cheio de ardor e de crenças, athleta invencível, o coração nobre, leal, o valoroso, que tombava no chão da morte no meio de um alarido de dor que echôava por toda a altiva província do seu nascimento -  theatro também de suas glórias, hoje vão se também para sempre nas condições mais trágicas outro lidador possanlíssimo da casa liberal naquelle districto. Triste fatalidade! A 5 do corrente, em viagem de Itajubá para Conceição dos Ouros, caiu instantaneamente morto na estrada, fulminado por um raio, o Barão de Camanducaia, cidadão prestante e benemérito chefe liberal do município do Paraíso. No lugar do sinistro caíram mortos os animais da comitiva em número de sete, e foram ao chão, terrivelmente atordoados, os quatro camaradas bem como o companheiro de viagem do barão, nosso correligionário Sr. tenente Cyro Gonçalves. O cadáver de nosso amigo foi conduzido para a cidade do Itajubá, sendo dado à sepultura no dia 6. A carência de pormenores biográphicos  concernentes ao cidadão cuja morte pranteamos, ignorando  nós ainda as manifestações de pezar que o nefasto acontecimento forçosamente teria provocado, não nos permite alongarmo-nos nesta notícia de última hora. Mas veste-se do lucto, e lucto pesado, o liberalismo do 11º districto, e nós com elle em toda a sinceridade, unidos nas expansões de pungente mágua por esse forte laço de arraigadas e firmes crenças políticas".

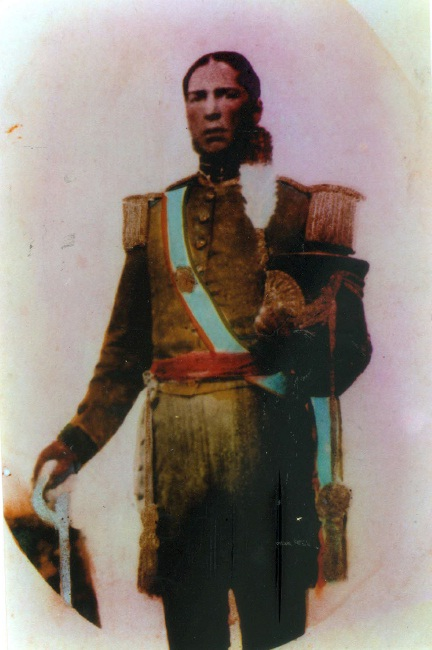
Barão de Camanducaia usando o uniforme da Guarda Nacional. Foto colorizada